# Arturo Regueiro
Arturo Regueiro Caldas de Reyes (Pontevedra), 21 de abril de 1961, es un escritor y poeta español en lengua española y gallega.

## Biografía
Nacido en Caldas de Reyes, en la provincia de Pontevedra en Galicia estudió Filosofía en la Universidad de Santiago de Compostela.

### Años '80
En esta década editó y dirigió junto con el dibujante Fausto Isorna el fanzine de cómic Valiundiez y la revista cultural Das Capital. Colaboró con diferentes programas de Radio 3, y trabajó entre 1986 y 1988 como locutor y guionista en Ràdio 4 de RNE.
Además se formó como guionista y presentador de televisión y colaboró puntualmente en algún programa y campaña publicitaria.

### Años '90
En 1993 gana el accésit del Premio Esquío de poesía con el poemario Cartografía,obra donde mezcla imágenes llenas de ironía y erotismo para describir el recorrido vital de un joven campesino. Se trata de una obra plagada de referencias musicales y cinematográficas, que se caracteriza por relacionar directamente lo gallego con elementos de la cultura americana e internacional.
En el año 1998 gana el primer certamen Relatos con Clase de la editorial Alfaguara con el cuento Un manantial en la noche en el cual describe una juventud que se abre camino en un mundo incierto.
Publicó diversas colaboraciones en diferentes medios escritos como Blas Espín, O Correo Galego, Revista Animal o Luzes de Galiza. Colaboró también con la editorial Sotelo Blanco.
En sus artículos, publicados a lo largo de los años '80 y '90, Regueiro habla de una Galicia exiliada y olvidada de sí misma, que tan sólo puede ser redimida por el poder de la música y la imaginación.

### Primera década delsigloXXI
En esta década complementa su formación como guionista televisivo e imparte varios cursos sobre la materia. Colaboró puntualmente en programas de pequeñas emisoras de radio, como Radio Betanzos o Radio Redondela, y con medios como Galicia Hoxe o la revista Grial. Ha aparecido en un documental sobre la historia del cómic en Galicia.
En 2009 publica el libro Galiza Cajun, poemario con fotografías de Tino Viz. Esta obra es una revisión y reivindicación de anteriores trabajos y presenta una Galicia mestiza, bizarra y no subvencionada, cambiante y permanente, que ya sólo habita en el recuerdo. En otra de sus facetas, Regueiro participa con músicos de diferentes estilos en performances poéticas. Recientemente ha publicado un CD titulado Galiza Cajun: Curriculum Oculto. En 2012 publica el libro de poesía Curriculum Oculto.

## Obra literaria
- Cartografía (ISBN 978-84-86046-65-1, 1994). Poesía.
- Un Manantial en la Noche y otros relatos: 1.er Certamen Premio Relatos con Clase (ISBN 978-84-204-4928-9, 1999). Relato.
- Galiza Cajun (ISBN 978-84-613-6742-9, 2009). Poesía, con Fotografías de Tino Viz.
- Currículo Oculto(ISBN 978-84-92727-23-0, 2012). Poesía, con fotografías de Tino Viz y CD con Cabe García.

## Arturo Regueiro como personaje
Arturo Regueiro es un personaje recurrente (figurando con su nombre y aparencia reales) en las dos primeras novelas de Anxos Sumai (Anxos de garda y Melodía de días usados), en la novela de Xurxo Borrazás Costa Norte/ZFK y también en diferentes trabajos de los poetas Xosé Luis Mosquera Camba y Iolanda Aldrei.